# Coryanthes vieirae
Coryanthes vieirae là một loài thực vật có hoa trong họ Lan. Loài này được G.Gerlach mô tả khoa học đầu tiên năm 1991.